# TBB Trier
Die TBB Trier war eine deutsche Basketballmannschaft aus dem rheinland-pfälzischen Trier, die von 1990 bis 2015 in der ersten Basketball-Bundesliga spielte. Die Bundesligalizenz hielt die Treveri Basketball AG. Die Mannschaft gewann 1998 und 2001 den Deutschen Basketballpokal. In der jüngeren Geschichte hat sie sich der Ausbildung von deutschen Nachwuchstalenten verschrieben. Mit Henrik Rödl, der als Spieler 1993 Europameister wurde und mit ALBA Berlin sieben Meistertitel gewann, hatte die TBB bis Juni 2015 einen der bekanntesten deutschen Basketballer als Trainer, der das Projekt „Ausbilden statt Kaufen“ vorantreibt. Am 1. Mai 2015 wurde das Insolvenzverfahren der Treveri Basketball AG eröffnet. Das nun beste Basketballteam der Moselstadt ist ProA-Ligist Gladiators Trier.

## Geschichte

### Anfänge
Auf Initiative des später als Hammerwurftrainer bekannten Ernst Klement wurde im Jahr 1956 der Verein als Abteilung innerhalb des TV Germania Trier e. V. gegründet. Nachdem der Verein lange Jahre auf regionaler Ebene zu den Spitzenmannschaften gehört hatte, gelang in der Saison 1985/1986 unter dem Trainer Wolfgang Esser der Aufstieg in die Zweite Liga.

### Zweite Liga
Der TVG trat weiter unter Trainer Wolfgang Esser in der Süd-Gruppe der zweiten Basketball-Bundesliga an. Esser setzte dabei auf die „Goldene Generation“ einheimischer, regionaler Basketballspieler. Die erste Saison in der zweithöchsten Spielklasse konnte das TVG-Team auf dem fünften Tabellenplatz abschließen. Nach Erreichen der Plätze vier und drei stieg der Verein 1990 in die Basketball-Bundesliga auf.

### Aufstieg
Aufgrund dieses Erfolges mit der Notwendigkeit einer professionelleren Ausrichtung wurde die Abteilung Basketball im selben Jahr ausgegliedert und als neuer Verein unter dem Namen „TVG Basketball Trier“ gegründet. Sportlich konnte sich der Verein in den ersten Jahren in Liga Eins gut behaupten. Unter dem Trainer Esser und dessen Nachfolger Juri Selikhow spielten in den Trierer Reihen Weltklasse-Basketballer wie Alexander Belostenny, Sergei Babkow und Sascha Hupmann.

### Die Ära Beck – Pokalsiege 1998 und 2001
Im Sommer 1994 übernahm der amerikanische Trainer Don Beck das Trierer Bundesligateam. Unter seiner Führung erzielte Trier nach anfänglichen Startschwierigkeiten (drei Siege in der Saison 1994/1995, Klassenerhalt in der Relegation) die größten sportlichen Erfolge. Mit Don Beck kamen die US-amerikanischen Spieler an die Mosel, die die erfolgreichste Ära des Trierer Basketballs prägen sollten: Ex-NBA-Spieler Bernard Thompson, Keith Gray und Publikumsliebling Carl „Charly“ Brown.
1998 gewann Trier mit dem Sieg in der Pokalrunde seinen ersten deutschen Titel. Beim Top4-Turnier in der Ballsporthalle Frankfurt-Höchst gewann der TVG die Spiele gegen Ulm und Rhöndorf jeweils nach Verlängerung und sicherte sich so den Pokalsieg. In der darauffolgenden Bundesligarunde 1998/99 galt Trier als Mitfavorit um die deutsche Meisterschaft. In diese Spielzeit fiel der Heimsieg gegen den amtierenden Meister ALBA Berlin. Der TVG hatte im dritten Viertel schon nahezu aussichtslos mit 25 Punkten zurückgelegen (32:57), bevor Carl Brown seine Mannschaft mit sechs Dreiern ohne Fehlwurf zurück ins Spiel brachte. Trier gewann das Spiel mit 80:78. Nach dem Gewinn der Herbstmeisterschaft wurden die Trierer in der Rückrunde vom Verletzungspech verfolgt, das Rennen um die Meisterschaft endete im Playoff-Viertelfinale mit 1:3 gegen Leverkusen. Nach dem Einstieg der Trierer Firma Herzog TELECOM AG als Hauptsponsor wurde 1999 der Verein in „HERZOGtel Trier e. V.“ umbenannt. Im Jahr 2001 konnten die Trierer Basketballer ihren nationalen Pokalsieg wiederholen.
Die noch junge Namensgebung fand mit der Insolvenz des Telekommunikationsunternehmens im April 2001 ein frühes Ende. Der Gesamtverein – jetzt auch insolvent – trat noch bis zum Sommer 2002 unter dem Namen HERZOGtel in der ersten Liga an, danach übernahm die neugegründete Trierer Basketball GmbH die Bundesligalizenz, die Mannschaft trug fortan den Namen TBB Trier. Im Juli 2002 übernahm der ehemalige Bundesliga-Spieler Patrick Börder das Amt des Geschäftsführers der Betreibergesellschaft. Zum 1. September 2005 wurde er von Lothar Hermeling abgelöst.

### Trierer Basketball GmbH – Neue Arena
Don Beck stieg daraufhin aus seinem laufenden Vertrag aus und wurde durch den ehemaligen Spieler Bernard Thompson ersetzt. Die Saison verlief erfolglos, mit nur fünf Siegen musste Trier in die Qualifikationsrunde. Am 25. Mai 2003 traten die TBB erstmals in der neuen Arena Trier an. Der Neubau der Halle durch die Stadt war nötig geworden, weil die Sporthalle am Mäusheckerweg mit offiziell 2200 Plätzen zu klein für die Basketballbundesliga war. Die Spiele der TBB konnten ab sofort vor bis zu 5900 Zuschauern ausgetragen werden. Trotz der Zuschauerrekorde konnten die Trierer sportlich nicht die Klasse halten. Durch eine Aufstockung der Liga von 14 auf 16 Teams wurde jedoch eine Wildcard ausgeschrieben, die an die Moselaner ging. In der nächsten Saison übernahm Joe Whelton das Ruder als Head Coach. Mit Whelton, der den Liga-Topscorer BJ McKie aus Gießen mit an die Mosel brachte, erreichte die TBB Trier zum bis heute letzten Mal die Playoffs. Im Viertelfinale kam es zum Derby gegen die Telekom Baskets Bonn, Trier unterlag mit 1:3. Über 11.000 Zuschauer sahen die beiden Heimspiele in der neuen Arena. Im Sommer 2007 wurde der Vertrag von Joe Whelton für drei Jahre verlängert. Aufgrund einer anhaltenden Niederlagenserie sah der Verein sich gezwungen ihn am 5. Dezember 2007 zu beurlauben. Ersetzt wurde er durch den Belgier Yves Defraigne, der den Abstieg verhindern sollte. Defraigne fuhr zwar mit der Mannschaft fünf Siege ein, den Abstieg konnte er mit dem angekündigten „europäischen Stil“ aber nicht verhindern. Da allerdings der zweite Aufsteiger aus der ProA, die Cuxhaven BasCats, aus finanziellen Gründen keine BBL-Lizenz beantragte, wurde die Lizenz per Wildcard vergeben. Auf diese Wildcard hatten sich bis zum Stichtag nur die Moselstädter beworben. Mit einer 16:0 Entscheidung haben sich die Teams der BBL für die Vergabe der Wildcard an die TBB Trier entschieden. Trotz Abstieg blieb Defraigne in Trier und baute das Team nach seinen Vorstellungen um. Dabei fand unter anderem Chris Copeland den Weg an die Mosel, der in der Saison 2009/2010 Topscorer der Liga wurde und später für die New York Knicks in der NBA spielte. Die TBB startete gut in die Saison 2009/2010, bevor die Mannschaft in eine Negativserie verfiel. Nach 15 Niederlagen in 16 Spielen wurden Defraigne und sein Assistent Frank de Meulemeester beurlaubt, Aaron McCarthy wurde als „Feuerwehrmann“ verpflichtet. Im Gegensatz zu 2008 gelang das Vorhaben, McCarthy fuhr die beiden nötigen Siege ein und schaffte den Klassenerhalt, danach verließ er die Moselstadt wieder.

## Gegenwart

### Treveri Basketball AG
Das Trierer Bundesligateam war in den Zeiten der TBB GmbH von wenigen Gesellschaftern abhängig, die der Öffentlichkeit aber weitgehend unbekannt waren. Für mehr Identifikation und finanzielle Sicherheit sollte die Last in Zukunft auf mehrere Schultern verteilt werden. Deshalb trafen sich bereits im Jahr 2009 die Verantwortlichen der TBB mit Trierer Unternehmern wie Sascha Beitzel und Ralph Moog, dem ehemaligen Oberbürgermeister der Stadt Trier, Helmut Schröer, und TVG-Aufstiegstrainer Wolfgang Esser, der auch Chef der Arena Trier ist. Gemeinsam sollte die Situation des Trierer Basketballs analysiert und ein zukunftsfähiger Plan entworfen werden. Man entschied sich für die Gründung einer Aktiengesellschaft. Dabei konnten nicht nur viele Unternehmer Aktien zeichnen, auch für TBB-Fans und Privatleute waren Aktienpakete zu erwerben, im Wert von 100 € bis 50.000 €. So wurde für die neue AG innerhalb kurzer Zeit ein Startkapital von 250.000 € erzielt. Der Name der Firma leitet sich vom römischen Namen der Stadt Trier (Augusta Treverorum) bzw. ihrer Bewohner (Treverer) ab, außerdem ermöglicht er die Beibehaltung des etablierten Kürzels „TBB“.

### Das Konzept
Für die Suche nach einem sportlichen Konzept wurde ein Beirat für die TBB AG installiert, in dem James Marsh, langjähriger TBB/TVG-Profi und deutscher Nationalspieler, Rainer Loch, ehemaliger TVG-Spieler und -Trainer und Aufstiegstrainer Wolfgang Esser die Verantwortlichen berieten. Man entschied sich, Trier als Standort zu etablieren, an dem junge deutsche Spieler eine Chance bekommen, sich auf höchstem Niveau zu beweisen und so zu vollwertigen Bundesligaprofis reifen. Als Motto der TBB gilt der Spruch „Ausbilden statt Kaufen“. Für den Bundesligisten hat das zum einen den Vorteil, dass „unfertige“ Spieler günstiger sind, als ausgebildete Basketballprofis. Mit einem Etat, der im unteren Viertel der Liga liegt, ist dieser Gesichtspunkt nicht zu verachten. Außerdem fällt die Identifikation der Fans mit dem Team leichter, wenn einheimische Spieler über mehrere Jahre für den Verein spielen. In der Vergangenheit hatten aufgrund der weggefallenen Ausländerbeschränkungen nach dem Bosman-Urteil viele Amerikaner den deutschen Markt überflutet, die die Liga als Sprungbrett nutzen wollten und oft nach einem Jahr wieder verschwanden. Deutsche Spieler dagegen nahmen trotz Talent nur die hinteren Plätze auf der Auswechselbank ein. Mit dem neuen Konzept, das mit einem gewissen Risiko verbunden war, übernahm die Treveri Basketball AG eine Vorreiterrolle im deutschen Basketball. Bisher hatte sich kaum ein Verein getraut, den vermeintlich schwächeren deutschen Spielern eine wichtige Rolle in der Rotation anzuvertrauen.

### Henrik Rödl
Für das Konzept, mit jungen deutschen Spielern zu arbeiten, wurde als Trainer Henrik Rödl gefunden, der als Spieler 1993 Europameister wurde und mit ALBA Berlin sieben deutsche Meisterschaften gewann. Als Trainer arbeitete Rödl drei Jahre für die Profimannschaft der „Albatrosse“, bevor er das U19-Team der Berliner übernahm, mit dem er zweimal Vizemeister und einmal Meister wurde. Es war James Marsh, der seinen ehemaligen Nationalmannschaftskollegen davon überzeugen konnte, seine Zelte an der Mosel aufzuschlagen. Henrik Rödl, der über eines der besten Netzwerke im deutschen Basketball verfügt, brachte unter anderem den talentierten Philip Zwiener vom ehemaligen Serienmeister zur TBB.

### „Unterschriften-Affäre“
Im Sommer 2010 wurde in den Medien von Vorwürfen gegen TBB-Manager Lothar Hermeling berichtet, dieser habe die Unterschrift des Trierer Spielers Brian Brown unter einen Gehaltsverzicht gefälscht. Die Presse schrieb von einer „Unterschriften-Affäre“. Im Juli 2010 gab die Treveri Basketball AG die Beurlaubung des als Geschäftsführer der Betreibergesellschaft tätigen Hermeling bekannt. Hermeling trat Anfang September 2010 als Vorstandsmitglied zurück, war aber weiterhin als Verantwortlicher für Marketing- und Vertriebsbelange im Amt. Kurz darauf kam die sofortige Trennung von dem Manager, da das Vertrauensverhältnis „nachhaltige Beschädigungen“ erlitten habe, wie es in der Medienmitteilung hieß. Die Zeitung Trierischer Volksfreund berichtet Mitte September 2010 mit Berufung auf die Staatsanwaltschaft in Trier, vom ehemaligen Geschäftsführer ein schriftliches Geständnis vorliegen zu haben, welches umfangreich und plausibel sei.

### Saison 2010/2011
Zur ersten Saison der neuen Treveri Basketball AG wurde der Kader entsprechend dem Konzept und den neuen Vorstellungen des Trainers komplett umgebaut. Aus der 12er-Kader blieben nur die Center George Evans und Maik Zirbes, der luxemburgische Nationalspieler Samy Picard und Deutsch-Grieche Kosta Karamatskos an Bord.
Dazu brachte Rödl die jungen Deutschen Oskar Faßler, Oliver Clay und Philip Zwiener aus Berlin mit, dazu als Kapitän Dragan Dojčin. Für die Aufbauposition kam Dru Joyce, der in Highschool-Zeiten mit NBA-Superstar LeBron James zusammengespielt hatte und John Bynum als Backup. Von der Mississippi State University wechselte Shooting Guard Barry Stewart nach Trier.
Die Spielzeit deutscher Akteure stieg in der Saison 2010/2011 signifikant an, Trier belegte einen Spitzenplatz im Ligavergleich. Die TBB wurde eines der Überraschungsteams der Liga und kämpfte bis in die Endphase um den Einzug in die Play-off-Runde, die denkbar knapp verpasst wurden. Der eingeschlagene „Trierer Weg“ erlangte deutschlandweit großen Respekt in der Basketballszene. Eine besondere Ehre für das Programm war die Auszeichnung von Philip Zwiener als MIP (Most Improved Player=meistverbesserter Spieler) der Beko Basketball Bundesliga. Zwiener war in Berlin nur zu Kurzeinsätzen gekommen, in Trier wurde er Leistungsträger und mit über 12 Punkten im Schnitt zum besten deutschen Punktesammler in der gesamten Liga.

### Saison 2011/2012
Zur nächsten Spielzeit wurde der Kader nur geringfügig verändert. George Evans, zu diesem Zeitpunkt bereits 40 Jahre alt, beendete seine aktive Karriere. Für ihn kam Andreas Seiferth, der unter Rödl bei ALBA in der NBBL, Regionalliga und später ProB spielte, wo er zum „Youngster des Jahres“ gewählt wurde. Ebenfalls aus Berlin kam Joshiko Saibou, der als Aufbauspieler in Rödls Team 2009 deutscher U19-Meister geworden war. Der wohl wichtigste Neuzugang war Nate Linhart. Der US-Amerikaner kam aus der NBA D-League und stellte von Anfang an seine Kämpferqualitäten und seine ausgezeichnete Verteidigung unter Beweis. Barry Stewart verließ die TBB und wechselte zu den LTi Gießen 46ers.
Die Saison 2011/2012 verlief für die TBB sportlich nicht so gut wie die erste unter Rödl, dennoch schlossen die Trierer auf dem 14. Tabellenplatz ab, also etwas über dem Niveau des Etats, der bei 2,2 Millionen Euro liegen soll. Auffallend war die Heimstärke der TBB, die neun der elf Saisonsiege vor eigenem Publikum einfuhr. Unter anderem gab es Überraschungssiege gegen Bayern München, die EWE Baskets Oldenburg und im Derby gegen die Telekom Baskets Bonn.
Das Konzept des „Trierer Weges“ trug weiter Früchte, mit Maik Zirbes stellte die TBB zum zweiten Mal in Folge den MIP. Entsprechend waren auch andere Vereine auf Zirbes aufmerksam geworden, weshalb dieser seine Heimat Trier verließ und fortan nach Zahlung einer Ablösesumme für den amtierenden Deutschen Meister Bamberg auf Korbjagd ging.

### Saison 2012/2013
Im Sommer 2012 stand ein Umbruch im Team an. Die TBB bekam die Kehrseite des Ausbildungskonzeptes zu spüren: Spieler, die sich verbessert haben und zum Erfolg der Mannschaft beitragen, verlassen Trier um woanders mehr Geld zu verdienen. So ging Maik Zirbes nach Bamberg, Dru Joyce nach Oldenburg und Philip Zwiener nach Bremerhaven. Damit musste die TBB ihre drei besten Punktesammler ersetzen. Außerdem gingen John Bynum nach Chemnitz (ProA), Oscar Faßler nach Gießen, James Washington nach Leitershofen (ProB) und Samy Picard zurück nach Luxemburg. Dennoch verlief die Suche nach neuen Spielern positiv, Headcoach Henrik Rödl konnte nach eigenen Angaben sehr schnell alle Wunschkandidaten verpflichten. Dazu gehörte vor allem Barry Stewart, der nach einem Jahr in Gießen zur Freude der TBB-Fans zurück an die Mosel kam. Neu ins Team kamen Aufbauspieler Jarrett Howell und Brian Harper, der vor allem für seine spektakuläre Spielweise bekannt ist. Zusätzlich kamen die deutschen Nationalspieler Mathis Mönninghoff und Bastian Doreth, der vom FC Bayern München Basketball ausgeliehen wurde. Aus Göttingen wechselte der 21-jährige Simbabwer Vitalis Chikoko, dem ein großes Entwicklungspotenzial zugeschrieben wird. Kurz vor Saisonbeginn stellte sich heraus, dass Kapitän Dragan Dojcin in seiner dritten Saison bei der TBB wegen Knie- und Achillessehnenproblemen nicht mehr regelmäßig eingesetzt werden kann. Wenige Tage vor dem ersten Saisonspiel wurde der Kanadier Jermaine Bucknor verpflichtet, dessen Vertrag nach zwei Monaten bis zum Sommer 2014 verlängert wurde.
Die TBB startete hervorragend in die Saison, vier Siege in den ersten fünf Spielen bedeuteten den besten Saisonstart seit den 90er Jahren. So wurden die Trierer bereits zum zweiten Mal in Rödls Amtszeit das Überraschungsteam der Liga. Nach der Hinrunde stand die TBB auf Tabellenplatz sieben, was zur Folge hatte, dass man erstmals seit der Reformierung des Wettbewerbs am Beko BBL-Pokal teilnehmen durfte. Der TBB wurde allerdings ein schweres Auswärtsspiel beim Vizemeister in Ulm zugelost, welches verloren wurde. Die Rückrunde verlief zunächst deutlich schwächer, auch weil die direkten Konkurrenten mit Nachverpflichtungen aufwarten konnten, was in Trier aus finanziellen Gründen nicht möglich war. Trotzdem war die TBB vor allem in der eigenen Halle schwer zu schlagen, im März gab es Heimsiege gegen Ligakrösus Bayern München und den Derby-Konkurrenten Telekom Baskets Bonn. Es folgte eine Flaute von fünf Niederlagen in Folge, unter anderem gegen die direkten Konkurrenten Hagen und Tübingen. Die TBB stand beim Spiel in Frankfurt unter Druck, konnte aber mit einem Sieg verhindern, in den Abstiegskampf zu rutschen. In der Folgewoche wurde völlig überraschend ALBA Berlin in eigener Halle, der 14.500 Zuschauer fassenden O²-World, geschlagen. Die TBB beendete die Saison mit 15 Siegen und 19 Niederlagen auf Platz 12.
Der Trierer Weg wurde auch in der Saison 2012/2013 erfolgreich weitergeführt. Zwar ging der MIP-Titel nicht zum dritten Mal in Folge nach Trier, mit Andreas Seiferth wurde ein Trierer Spieler aber Zweiter in dieser Kategorie. Damit ist die TBB in der Ausbildung von jungen Spielern das mit Abstand erfolgreichste Team der letzten Jahre.

### Saison 2013/2014
Mit laufendem Vertrag blieben Jermaine Bucknor, Vitalis Chikoko und Mathis Mönninghoff. Als erste Veränderung kündigte der Verein die Rückkehr von Frank Baum an, der als ehemaliger Spieler und Co-Trainer neuer sportlicher Leiter wurde. Außerdem hat Dragan Dojčin seine aktive Karriere beendet, er wechselt ins Trainerlager und übernimmt das U16-Bundesligateam.

### Saison 2014/2015
Am 19. März 2015 gab der Verein bekannt, dass aufgrund eines Fehlbetrags von 800.000 Euro zu Jahresbeginn und einer immer noch vorhandenen Unterdeckung von 300.000 bis 400.000 Euro am Folgetag ein Insolvenzantrag beim Amtsgericht gestellt werde. Seit Januar 2015 seien den Angestellten bereits keine Gehälter mehr gezahlt worden.
Durch fehlerhafte Angaben bezüglich der aktuellen finanziellen Lage Ende Dezember 2014 und durch die Insolvenz der Treveri Basketball AG wurden der TBB Trier 8 Wertungspunkte in der Beko BBL abgezogen. Diese wurden jedoch später, durch einen Einspruch von Trierer Seite auf 6 reduziert.
Durch die 78:83-Niederlage gegen Ratiopharm ulm am 24. April 2015 stand der erste Abstieg der Vereinsgeschichte aus der BBL fest.
Am 1. Mai 2015 wurden alle Verträge der Treveri Basketball AG aufgelöst, da die Gruppe nicht mehr in der Lage war, ihre Schulden zu begleichen.

### Saison 2015/2016
Als sportlicher Absteiger hätte die TBB Trier – wäre sie nicht insolvent – an der zweitklassigen ProA teilnehmen können. Der freie Platz wurde durch die Liga neu vergeben. Am 31. Mai gab der Lizenzierungsausschuss der ProA bekannt, dass 10 Teams für die Teilnahme der neu gegründeten Trierer Ballsportbewegung UG gestimmt haben. Diese von der TBB Trier unabhängige Organisation spielt unter dem Namen Gladiators Trier in der ProA. Trainer des neuen Vereins wurde ab Juli 2015 der Niederländer Marco van den Berg.

## Struktur

### Organisation
Lizenzinhaber der TBB Trier war von 2010 bis 2015 die Treveri Basketball AG.

### Verein
Seit Juni 2013 gibt es auch einen Treveri Basketball e. V. Der Verein kann als Förderverein betrachtet werden. Der Verein besteht immer noch (Stand Januar 2016).

### Etat
Der genaue Etat der TBB Trier in der letzten Saison 2014/2015 ist nicht bekannt, jedoch lag der Fehlbetrag in dieser Spielzeit bei rund 800.000 Euro.

### Jugendarbeit
Die TBB Trier hatte – wie alle Bundesligisten – je ein Nachwuchsteam in der U16- und U19-Bundesliga. Die Mannschaften laufen unter dem Namen TBB Junior Team. Die Organisation der Nachwuchsarbeit übernimmt der Trierer Basketball e. V. Die Trainer der Mannschaften stellte die TBB AG, zuletzt haben Simon Frey (U16) und Josip Bosnjak (U19) die jungen Spieler betreuen. Frank Baum als sportlicher Leiter der TBB Trier beschäftigte sich mit der Organisation und der konzeptionellen Arbeit im Jugendbereich.

## Erfolge

### Pokalsiege
Die größten Erfolge in der Vereinsgeschichte des Trierer Basketball-Bundesligisten waren die Pokalsiege 1998 und 2001.

### Vermeintliche Herbstmeisterschaft 1998
Am letzten Spieltag der Hinrunde in der Saison 1998/1999 gewann der TVG mit einer herausragenden Energieleistung gegen ALBA Berlin. Der TVG und ALBA hatten nach diesem Spiel gleich viele Punkte auf dem Konto. Für die Bestimmung des Tabellenstandes gab es zu diesem Zeitpunkt unklare Regeln. Während der Hinrunde werden punktgleiche Teams nach ihrem Korbverhältnis geordnet, während der Rückrunde zählt der direkte Vergleich zwischen den Teams. ALBA Berlin hatte im Herbst 1998 das bessere Korbverhältnis, der TVG aber das direkte Aufeinandertreffen gewonnen. Nach den Kriterien der Rückrunde hätte Trier also Tabellenplatz eins inne, offizielle blieb es aber der zweite.

## Spielstätte

### Sporthalle am Mäusheckerweg
Der Turnverein Germania Trier hat seine Heimspiele schon in Amateurzeiten bis im Jahr 2003 in der Sporthalle am Mäusheckerweg, kurz „Mäushecker“, ausgetragen. Die Halle fasst mit Zusatztribünen hinter den Körben offiziell 2200 Zuschauer. Zu Topspielen drängelten sich aber bis zu 2500 Menschen in die Schulsporthalle im Trierer Stadtteil Ehrang.

### Arena Trier
Die Statuten der Beko Basketball Bundesliga schreiben eine TV-taugliche Halle mit mindestens 3000 Plätzen als Heimspielstätte für jeden Bundesligaclub vor. Die Stadt Trier ließ deshalb die Arena Trier bauen, die mit knapp 5000 Sitzplätzen die Vorgaben der Liga mehr als erfüllte. Die maximale Kapazität bei Basketballspielen liegt offiziell bei 5.900 Plätzen, inklusive circa 900 Stehplätzen. Mit Zusatztribünen kann die Arena so erweitert werden, dass die Kapazität auf 6.100 Zuschauer wächst. Die Zuschauerzahl, bei der ein Spiel ausverkauft ist, variiert von Spiel zu Spiel, so galt zum Beispiel die Partie gegen den FC Bayern München am 17. März 2012 mit 5.984 Gästen als ausverkauft.

## Ehemalige

### Trainer
- Wolfgang Esser (bis 1992)
- Juri Selikhow (1992–1994)
- Rainer Loch (1994)
- Don Beck (1994–2002)
- Bernard Thompson (2002–2003)
- Joe Whelton (2003–2007)
- Yves Defraigne (2007–2010)
- Aaron McCarthy (2010)
- Henrik Rödl (2010–2015)

### Spieler
Bekannte ehemalige Spieler:
- Alexander Belostenny – Center
- Sergei Babkow – Guard
- Carl Brown – Guard
- Keith Gray – Guard
- Maik Zirbes – Center
- Jón Arnór Stefánsson – Guard
- James Marsh – Forward (Retired Number: 7)
- Bernard Thompson – Forward
- Chris Copeland – Forward

## Bestmarken vergangener Spielzeiten
| Saison    | Punkte                            | Rebounds                      | Assists                     | Steals                    | Blocks                       |
| --------- | --------------------------------- | ----------------------------- | --------------------------- | ------------------------- | ---------------------------- |
| 2012/2013 | Nate Linhart 429 (12,6 pro Spiel) | Nate Linhart 221 (6,5)        | Jarrett Howell 91 (2,7)     | Nate Linhart 51 (1,5)     | Vitalis Chikoko 31 (0,9)     |
| 2011/2012 | Dru Joyce 393 (11,6 pro Spiel)    | Maik Zirbes 240 (7,1)         | Dru Joyce 151 (4,4)         | Nate Linhart 57 (1,7)     | Maik Zirbes 24 (0,7)         |
| 2010/2011 | Dru Joyce 446 (13,1 pro Spiel)    | Maik Zirbes 152 (4,5)         | Dru Joyce 188 (5,5)         | John Bynum 30 (0,9)       | Maik Zirbes 25 (0,7)         |
| 2009/2010 | Chris Copeland 556 (16,9)         | Jamal Shuler 166 (5,0)        | Derek Raivio 85 (2,6)       | George Evans 39 (1,3)     | George Evans 19 (0,6)        |
| 2008/2009 | Chris Copeland 450 (13,2)         | Chris Copeland 168 (4,9)      | Derek Raivio 87 (2,6)       | Jamal Shuler 22 (1,2)     | Chris Copeland 27 (0,8)      |
| 2007/2008 | Caleb Green 609 (17,9)            | Caleb Green 207 (6,1)         | Austen Rowland 92 (4,4)     | Caleb Green 44 (1,3)      | Mike Benton 46 (1,9)         |
| 2006/2007 | Tommy Adams 489 (14,8)            | Nate Doornekamp 191 (5,8)     | James Gillingham 95 (3,0)   | James Gillingham 48 (1,5) | Nate Doornekamp 27 (0,8)     |
| 2005/2006 | Brian Brown 467 (15,6)            | Nate Doornekamp 214 (7,1)     | Brian Brown 156 (5,2)       | Brian Brown 31 (1,0)      | Nate Doornekamp 33 (1,1)     |
| 2004/2005 | Brian Brown 538 (18,6)            | Dwayne Archbold 148 (6,2)     | Brian Brown 148 (5,1)       | Brian Brown 39 (1,3)      | Detlef Musch 15 (0,5)        |
| 2003/2004 | Bjorn Aubre McKie 717 (22,4)      | Jarrett Stephens 217 (6,8)    | Bjorn Aubre McKie 157 (4,9) | Mike Lenzly 49 (1,7)      | Detlef Musch 18 (0,6)        |
| 2002/2003 | Carl Brown 576 (16,5)             | Charles Edmonson 275 (7,9)    | Carl Brown 125 (3,6)        | Charles Edmonson 46 (1,3) | Charles Edmonson 27 (0,8)    |
| 2001/2002 | Carl Brown 695 (19,3)             | Orlando Lightfoot 285 (8,1)   | Carl Brown 129 (3,6)        | Carl Brown 46 (1,3)       | / Jimmy Shields 10 (0,5)     |
| 2000/2001 | Carl Brown 742 (20,6)             | / Robert Youngblood 193 (5,7) | Carl Brown 143 (4,0)        | Bernard Thompson 64 (2,1) | / Robert Youngblood 21 (0,6) |
| 1999/2000 | Bernard Thompson 602 (19,4)       | Bernard Thompson 239 (7,7)    | Carl Brown 118 (4,1)        | Bernard Thompson 63 (2,0) | Oliver Herkelmann 16 (0,5)   |
| 1998/1999 | Carl Brown 561 (18,7)             | Marc Suhr 187 (6,4)           | Carl Brown 125 (4,2)        | / Keith Gray 66 (2,3)     | / Keith Gray 14 (0,5)        |

## Vereinskultur

### Fans
Die Fans der TBB Trier waren im Fanclub „Fastbreak Trier 1997 e. V. – Interessengemeinschaft der Freunde des Trierer Basketballs“ organisiert. Der Fanclub hat über 300 Mitglieder. Schon in den 90er-Jahren gab es in Trier eine ausgeprägte Fankultur, Sieg und auch die Erfolge im Pokal wurden zusammen mit der Mannschaft in der Trierer Kellerkneipe Cubiculum gefeiert.
Fastbreak Trier sorgte bei Heimspielen mit Trommeln und einer Blockfahne für Stimmung, außerdem organisiert der Fanclub die Auswärtsfahrten. Auch außerhalb der Spiele ist der Verein aktiv, so gibt es regelmäßige Ballspenden an Schulen und andere soziale Tätigkeiten.
In der deutschen Basketball-Fanszene haben die Trierer sich mit der Erfindung des Fanclub-Turniers einen Namen gemacht. Seit 1998 wird jährlich ein Basketballturnier ausgerichtet, bei Basketball-Fanclubs aus ganz Deutschland Mannschaften stellen können. So nehmen jährlich rund 30 Teams teil, die an wechselnden Standorten gemeinsam ein oft feucht-frühliches Wochenende verbringen. Zusammen mit dem Hagener Fanclub ist Fastbreak Trier Deutscher Fanclub-Rekordmeister, beide Vereine haben je fünf Titel.
Fastbreak Trier unterstützt nun den neuen Club, die Gladiators Trier.

### Maskottchen
In den 90er-Jahren und den Anfängen des 21. Jahrhunderts hatte der TVG kein Maskottchen. Die Aufgaben eines solchen, nämlich das Publikum zu unterhalten und anzuheizen, übernahm damals der Masseur der Mannschaft Axel Mock, genannt „Aggy“. Mock, dessen Markenzeichen ein langer schwarzer Bart und eine große Brille sind, rannte am Spielfeld der Mäusheckerweghalle entlang, um das Publikum zu animieren. Seine Showeinlage beendete er mit einem Handstandüberschlag. Später musste „Aggy“ seinem Alter Tribut zollen und konnte keine artistischen Einlagen mehr aufführen. Deshalb wurde er durch eine ebenfalls „Aggy“ genannte Maskottchenfigur ersetzt, die nach seinem Vorbild gestaltet wurde. Mock selbst ist noch heute als Masseur der Trierer Basketballer aktiv, mittlerweile im 27. Jahr in Folge. Durch sein auffälliges Äußeres ist er in allen deutschen Basketballhallen bekannt und ein gern gesehener Gast. Beim Auswärtsspiel 2012 in Hagen feierte die Trierer Legende sein 700. Bundesligaspiel.